# Język bośniacki

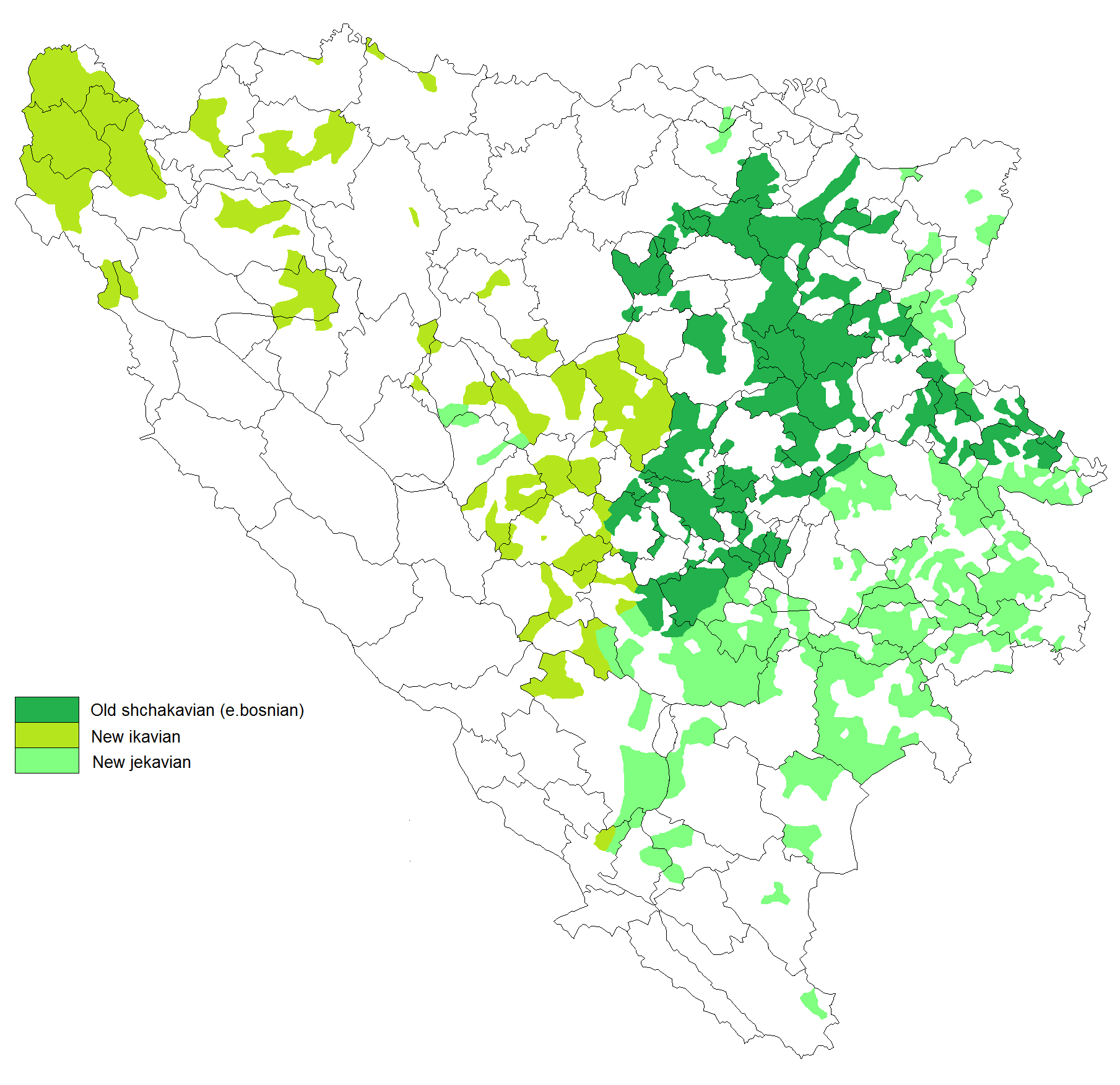
Dialekty bośniackiego występujące w Bośni i Hercegowinie

Język bośniacki (bośn. bosanski jezik / босански језик) – język z grupy zachodniej języków południowosłowiańskich, używany głównie przez Boszniaków. Jest jednym z trzech języków urzędowych Bośni i Hercegowiny, obok chorwackiego i serbskiego. Dodatkowo jest oficjalnie uznawanym językiem mniejszościowym w Serbii i Kosowie. W Czarnogórze dopuszcza się go do użytku urzędowego.
W literaturze lingwistycznej klasyfikowany jest jako jedna z czterech odmian standardowych policentrycznego języka serbsko-chorwackiego.

## Standaryzacja
Nazwa „język bośniacki” została przyjęta w 1995 roku po rozpadzie Jugosławii, stosuje się ją również w standardzie ISO 639. Niektórzy językoznawcy (niemal wyłącznie bośniaccy) wyrażają pogląd, że język bośniacki istniał już wcześniej i posiada własną, sięgającą wczesnego średniowiecza, historię. Jest to kwestia dyskusyjna i umowna, ponieważ gwary sztokawskie, jak i same języki standardowe – bośniacki, chorwacki i serbski są do siebie bardzo zbliżone. Jednak choć już w latach 70. XX w. zaczęto wyróżniać w języku serbsko-chorwackim subwariant bośniacki (obok wariantu serbskiego i chorwackiego), dopiero w 1995 r. Boszniacy zdecydowali się podnieść status swojej mowy do rangi języka narodowego i standardowego.
W latach 90. XX w. rozpoczął się proces kodyfikacji oraz elaboracji języka bośniackiego. Wydano pierwszy słownik i akademicką gramatykę, a także liczne podręczniki do nauki tego standardu (Isaković, Rječnik bosanskoga jezika: karakteristična leksika, Sarajewo 1995; Jahić, Školski rječnik bosanskoga jezika, Sarajewo 1999; Jahić, Halilović, Palić, Gramatika bosanskoga jezika, Zenica 2000). Na razie jednak stopień elaboracji i kodyfikacji tego wariantu jest wyraźnie niższy niż w przypadku większości języków standardowych.
Bośniacki język literacki został oparty na dialektach sztokawskich, a dokładniej na dialektach wschodniohercegowińskim i wschodniobośniackim. Bośniacki wyróżnia się stosunkowo licznymi zapożyczeniami z osmańskotureckiego, arabskiego i perskiego. Norma języka bośniackiego ma czerpać z muzułmańskiej tradycji kulturowej i językowej, choć w istocie jest bardzo zbliżona do normy języka chorwackiego. Pożyczki tureckie w języku bośniackim to w znacznej mierze wyrazy religijne. Dominujący system pisma to alfabet łaciński, ale sankcjonowany jest również zapis cyrylicą serbską.
Język bośniacki wraz z pozostałymi trzema sztokawskimi językami literackimi włącza się pod pojęcie „języka serbsko-chorwackiego”. Miano to nie jest powszechnie akceptowane w krajach byłej Jugosławii, ale pozostaje w użyciu wśród części (zagranicznych) językoznawców i określa się nim wspólną podstawę dzisiejszych języków narodowych. Przy wzięciu pod uwagę aspektów socjopolitycznych mówi się o odrębnych językach (typu Ausbau, tj. językach wyróżnianych ze względu na czynnik rozwoju socjolingwistycznego). Jako zamiennik określenia „język serbsko-chorwacki” stosuje się niekiedy termin „diasystem środkowo-południowosłowiański”.

## Pismo
Do zapisu języka bośniackiego używa się alfabetów łacińskiego i rzadziej cyrylickiego, chociaż oba są oficjalne. Alfabety te są identyczne do tych używanych do zapisu języka chorwackiego i serbskiego, które również są urzędowe w Bośni i Hercegowinie.

Alfabet łaciński używany m.in. do zapisu języka bośniackiego

Alfabet cyrylicki używany m.in. do zapisu języka bośniackiego

Charakterystyczne dla Bośni jest natomiast tzw. bosančica, czyli szczególna odmiana cyrylicy, zawierająca unikatowe litery, używana głównie w Bośni, Dalmacji i Dubrowniku od XI do XIX wieku, a także arebica, czyli alfabet na bazie pisma arabskiego.

## Kontrowersje wokół nazewnictwa
Nazwa „język bośniacki” (serb.-chorw. bosanski / босански) ma charakter kontrowersyjny dla niektórych Chorwatów  Serbów, którzy nazywają ten etnolekt językiem boszniackim (serb.-chorw. bošnjački / бошњачки). Kontrowersje wynikają ze zbyt rozległego znaczenia, jakie ma nieść promowany przez Boszniaków termin. Określenie „język bośniacki” sugeruje bowiem, że omawiany język jest językiem wszystkich mieszkańców Bośni i Hercegowiny, podczas gdy większość bośniackich Chorwatów i Serbów swoje etnolekty określa odpowiednio mianem języka chorwackiego i języka serbskiego.
Wielu serbskich i chorwackich językoznawców uznaje narzucenie nazwy „język bośniacki” za próbę unitaryzacji obszaru językowego BiH i zaleca używanie – ich zdaniem – odpowiedniejszego terminu „język boszniacki”. Wśród boszniackich językoznawców dominuje natomiast pogląd, że jedyne właściwe określenie to „język bośniacki”.